# Rudolf Kalman
Rudolf Emil Kalman (ur. 19 maja 1930 w Budapeszcie, zm. 2 lipca 2016) – amerykański inżynier elektryk pochodzenia węgierskiego.
Znany przede wszystkim jako współpomysłodawca (z Richardem S. Bucy) w 1960 roku tzw. filtru Kalmana, który zastosowano m.in. w amerykańskim programie Apollo.

## Życie i działalność naukowa
Rudolf Kalman urodził się jako syn Otto i Ursula Kalmanów. Rodzina Kalmana wyemigrowała z Węgier do Stanów Zjednoczonych podczas II wojny światowej. W 1943 roku, gdy wojna w rejonie śródziemnomorskim miała się już ku końcowi odbyli oni podróż przez Turcję i Afrykę. Exodus ten zakończył się ostatecznie w 1944 roku w Youngstown (stan Ohio). Przez trzy lata Rudolf Kalman uczęszczał w Youngstown do szkoły średniej. Ojciec Rudolfa był inżynierem elektrykiem i syn zdecydował się pójść w ślady ojca. Podjął więc studia w zakresie inżynierii elektrycznej na Massachusetts Institute of Technology uzyskując tytuł bakałarza (1953), a następnie magisterium (1954).
Opiekunem naukowym Rudolfa Kalmana był wówczas Ernst Adolph Guillemin, a tematem rozprawy było zachowanie się rozwiązań równań różniczkowych drugiego rzędu. W czasie gdy podjął te badania przypuszczano, że równania różniczkowe drugiego rzędu można zamodelować przez coś analogicznego do funkcji opisujących. Kalman odkrył, że rozwiązania takie nie były w żaden sposób podobne do rozwiązań równań różniczkowych. W istocie przejawiały zachowania chaotyczne.
Jesienią 1955 roku, po roku spędzonym przy konstruowaniu dużego analogowego systemu sterowania dla E. I. DuPont Company Rudolf Kalman uzyskał zatrudnienie jako wykładowca i doktorant na Columbia University. W okresie tym uniwersytet ten był dobrze znany z prac na temat teorii sterowania, przede wszystkim takich naukowców jak John R. Ragazzini i Lofti A. Zadeh. Kalman pracował dydaktycznie na uniwersytecie do czasu uzyskania doktoratu w 1957 roku (opiekunem jego pracy doktorskiej był John R. Ragazzini).
Przez kolejny rok (od 1957 do 1958 roku) Kalman pracował jako inżynier w laboratoriach badawczych firmy IBM w Poughkeepsie (New York). W okresie tym wykonał ważne prace dotyczące projektowania liniowych, cyfrowych systemów sterowania z wykorzystaniem kwadratowego kryterium jakości sterowania oraz zastosowania teorii Lapunowa do analizy i projektowania systemów sterowania. Przewidział już wówczas, że komputery cyfrowe staną się ważne przy sterowaniu systemami dużej skali.
Od 1958 roku przez sześć lat pracował w Research Institute for Advanced Study w Baltimore – centrum badawczym firmy Glenn L. Martin, gdzie kontynuował prace badawcze z zakresu matematyki rozpoczęte przez Solomona Lefschetza. Z czasem został tam promowany na stanowisko dyrektora badań (Associate Director of Research).
W 1964 roku Kalman przeszedł na Stanford University, gdzie był związany z wydziałami elektrycznym, mechanicznym i badań operacyjnych.
W 1971 roku mianowany został profesorem na University of Florida (Gainesville, Florida). Został dyrektorem Centrum Teorii Systemów Matematycznych (Center for Mathematical System Theory) gdzie jego działalność dydaktyczna dotyczyła inżynierii elektrycznej, inżynierii przemysłowej i matematyki. Działał też jako konsultant naukowy dla centrów badawczych francuskiej Ecole des Mines de Paris.
Rudolf Kalman był autorem przeszło 50 artykułów technicznych, wygłosił mnóstwo wykładów. Był członkiem wielu towarzystw profesjonalnych i członkiem redakcji wielu pism naukowych. Laureat wielu nagród, m.in.: IEEE Medal of Honor (1974), IEEE Centennial Medal (1984), Nagroda Kioto (1985), Nagroda Bellmana (1997). 7 Października 2009 roku prezydent Stanów Zjednoczonych Barack Obama uhonorował Kalmana Narodowym Medalem Nauki (National Medal of Science).
Był żonaty, miał dwoje dzieci.

## Najważniejsze dokonania naukowe
Natura algebraiczna teorii systemów po raz pierwszy zainteresowała Kalmana w 1953 roku, gdy zapoznał się z artykułem Ragazziniego opublikowanym rok wcześniej. Dotyczył on systemów ciągłych sterowanych cyfrowo (ang. sampled-data systems), dla których zmienna czasowa stanowi wartość dyskretną. Gdy Kalaman uświadomił sobie, że problemy dla liniowych systemów dyskretnych mogą być rozwiązane z wykorzystaniem metod opartych na transformacjach tak jak w przypadku systemów czasu ciągłego pojawiła się u niego idea, że nie ma w istocie fundamentalnej różnicy pomiędzy liniowymi układami ciągłymi i dyskretnymi. Oba muszą być w pewnym sensie równoważne, nawet jeśli rozwiązanie liniowych równań różniczkowych nie może przejść do zera (i pozostać tam) w skończonym czasie a systemy czasu dyskretnego mogą. Dało to początek jego zainteresowaniom odnośnie do powiązania pomiędzy teorią systemów i algebrą.
W 1954 roku Kalman rozpoczął badanie zagadnienia sterowalności, które odnosi się do tego czy istnieje wejściowa funkcja sterująca do systemu dynamicznego, która mogłaby doprowadzić stan systemu do zera. Do pracy nad tym zagadnieniem zachęcił go (i pomagał mu w tym okresie) Robert W. Bass. Sprawą, która ostatecznie zainteresował Kalmana dotyczyła tego czy istnieje algebraiczny warunek sterowalności. Warunek ten ostatecznie znaleziono w postaci stopnia macierzy. Implikacją tego był związek pomiędzy algebrą i teorią systemów.
Z końcem listopada 1958 roku, niedługo przed przejściem do Research Institute for Advanced Study w Baltimore, Kalman wracał pociągiem do Baltimore po wizycie w Princeton. Około godziny 22.00 pociąg zatrzymał się na prawie godzinę tuż przed Baltimore. Było późno, był zmęczony i bolała go głowa. Gdy tak tkwił „uwięziony” na godzinę przez pociąg przyszedł mu do głowy pomysł: Dlaczego by nie zastosować koncepcji zmiennych stanu do problemu filtracji Wienera? Był już zbyt zmęczony by myśleć o tym dalej tego wieczoru, ale stało się to początkiem dużego zadania by to właśnie zrobić. Zapoznał się z książką Michel Loève’a na temat teorii prawdopodobieństwa co zrównało jego oczekiwania z tym co dostrzegł. Miało to kluczowe znaczenie dla wyprowadzenia filtru Kalmana. Z dodatkowym założeniem o skończonej wymiarowości, mógł wyprowadzić filtr Wienera co dało w efekcie to co nazywamy dziś filtrem Kalmana. Wraz z przejściem na postać zmiennych stanu, matematyczne podłoże potrzebne do wyprowadzenia stało się o wiele prostsze a dowody znalazły się w matematycznym zasięgu dla osób nie posiadających wykształcenia na wyższym poziomie.
Kalman zaprezentował swoje nowe wyniki podczas rozmów z kilkoma uczelniami i laboratoriami badawczymi zanim opublikowano je drukiem. Jego idee spotkały się jednak z pewnym sceptycyzmem kolegów co zmusiło Kalmana do wybrania, do publikacji, czasopisma naukowego z zakresu inżynierii mechanicznej (zamiast ewentualnego czasopisma z zakresu inżynierii elektrycznej) bo, jak wyraził się podczas sympozjum w Los Angeles 17 kwietnia 1991 roku, Gdy ktoś boi się stąpać po zapadłym gruncie obwarowanym partykularnymi interesami najlepiej jeśli przejdzie bokiem. Jego drugi artykuł, który przedstawiał przypadek dla czasu ciągłego, został raz odrzucony bo – jak wyraził się jeden z osądzających – jeden z kroków w dowodzie nie może prawdopodobnie być zgodny z prawdą (w istocie jednak był zgodny z prawdą). Kalman uparcie prezentował swój filtr, i w innych miejscach spotykał się z coraz większą, natychmiastową akceptacją. Niedługo potem jego idea stała się podstawą dla wielu tematów badawczych na wielu uczelniach i przedmiotem prac doktorskich z zakresu inżynierii elektrycznej jakie powstawały w następnych latach.
W 1960 prezentacja filtru Kalmana spotkała się z ciepłym przyjęciem audytorium w centrum badawczym NASA (Ames Research Center of NASA) w Mountain View w Kalifornii, gdzie przybył z wizytą do Stanleya F. Schmidta. Kalman opisał swoje ostatnie wyniki i Schmidt docenił ich użyteczność do rozwiązania problemów jakie badano w Ames – do estymacji trajektorii i problemów sterowania w projekcie Apollo (planowanej misji na księżyc). Schmidt od razu rozpoczął pracę nad tym co stało się prawdopodobnie pierwszą pełną implementacją filtru Kalmana. Wkrótce stał się pomysłodawcą filtru, który dziś znany jest pod nazwą rozszerzonego filtru Kalmana. Był on od tamtej pory zawsze używany do większości nieliniowych aplikacji filtru Kalmana dla czasu rzeczywistego. Pełen entuzjazmu po swoim sukcesie z filtrem Kalmana, zabrał się za nawracanie innych, którzy zajmowali się podobnymi pracami. W początkach 1961 roku, Schmidt opisał swoje wyniki Richardowi H. Battinowi z MIT Instrumentation Laboratory (później zmieniło ono nazwę na Charles Stark Draper Laboratory). Battin używał już metod zmiennych stanu do projektowania i implementacji astronautycznych systemów naprowadzania i dzięki niemu filtr Kalmana, odpowiednio zaprojektowany i opracowany w Instrumentation Laboratory, stał się jedną z części systemu naprowadzania jaki montowano na statkach kosmicznych w programie Apollo. W połowie lat 60., dzięki staraniom Schmidta filtr Kalmana stał się częścią systemu nawigacji dla transportu powietrznego C5A, zbudowanego w firmie Northrup i zaprojektowanego przez Lockheed Aircraft Company. Filtr Kalmana zastosowano do problemu fuzji danych związanego z łączeniem danych z radaru z danymi sensorów bezwładnościowych tak by uzyskać ogólna estymatę trajektorii samolotu i do problemu odrzucania danych związanych z detekcją błędów egzogennych w danych pomiarowych. Od tego czasu filtr Kalmana stał się integralną częścią prawie każdego projektu pokładowego systemu estymacji trajektorii i sterowania nią.
Wiele z tego co osiągnięto od czasu wprowadzenia filtru Kalmana nie byłoby możliwe bez niego. W szczególności była to jedna z technologii, która umożliwiła nadejście epoki lotów kosmicznych. Precyzyjna i wydajna nawigacja statków kosmicznych w systemie słonecznym nie mogłaby być realizowana bez filtru Kalmana. Zasadnicze wykorzystanie filtracji Kalmana ma miejsce w systemach sterowania, przy nawigacji wszelkiego rodzaju pojazdów i przy predykcyjnym projektowaniu estymacji i sterowaniu systemów. Takie techniczne działania stały się możliwe dzięki filtrowi Kalmana. Praktycznie, stanowi on niewątpliwie jedno z największych odkryć w historii teorii estymacji statystycznej i być może największe odkrycie XX wieku. Dzięki niemu ludzkość może wykonywać różne rzeczy, których bez niego nie mogłaby wykonać. Stał się on równie niezbędny jak krzem w wielu układach elektronicznych. Wśród natychmiastowych aplikacji wymienić można sterowanie złożonymi systemami dynamicznymi takimi jak ciągłe procesy produkcyjne, samoloty, statki wodne i kosmiczne.
Około 1960 roku Kalman pokazał, że związek koncepcji obserwowalności dla systemów dynamicznych ma algebraiczny dualny związek ze sterowalnością. To znaczy przez odpowiednią wymianę parametrów systemu, jeden problem może zostać przetransponowany na inny i odwrotnie. Richard S. Bucy także pracował w Research Institute for Advanced Study w Baltimore w tym samym czasie co Kalman, i to on zasugerował Kalmanowi, że równanie Wienera-Hopfa jest równoważne równaniu macierzowemu Riccatiego – jeśli założy się model zmiennych stanu o skończonej ilości wymiarów. To właśnie w tym czasie po raz pierwszy jasna stała się ogólna natura związku pomiędzy równaniami całkowymi a równaniami różniczkowymi. Kolejnym znaczącym osiągnięciem Kalmana i Bucy w tym czasie polegało na udowodnieniu, że równianie Riccatiego może posiadać stabilne rozwiązanie (w stanie ustalonym) nawet gdy system jest niestabilny o ile jest on obserwowalny i sterowalny.
Kalman odegrał także wiodącą rolę przy rozwoju teorii realizacji, która także zaczęła nabierać swoich obecnych kształtów około 1962 roku. Teoria ta odnosi się do problemu znalezienia modelu systemu, który wyjaśniałby obserwowane zachowanie systemu na wejściu wyjściu. Ten front badań doprowadził do zasady unikalności dla mapowania dokładnych (to jest pozbawionych szumu) danych do modeli systemów liniowych.